# Cinque Nazioni 1985
Il Cinque Nazioni 1985 (in inglese 1985 Five Nations Championship; in francese Tournoi des Cinq Nations 1985; in gallese Pencampwriaeth y Pum Gwlad 1985) fu la 56ª edizione del torneo annuale di rugby a 15 tra le squadre nazionali di Francia, Galles, Inghilterra, Irlanda e Scozia, nonché la 91ª in assoluto considerando anche le edizioni dell'Home Nation Championship.
Il torneo iniziò, di fatto, dalla seconda giornata perché le gare d'apertura, Irlanda – Inghilterra a Dublino e Francia – Galles a Parigi, furono rinviate per via del freddo polare che colpì l'Europa in quell'inverno; non era mai successo, nella storia del torneo, che due gare nella stessa giornata fossero contemporaneamente rinviate.
Più in generale, nel dopoguerra, solo tre incontri erano stati rinviati per via delle condizioni meteorologiche sfavorevoli.
Il torneo fu vinto dall'Irlanda, alla sua terza affermazioni in quattro edizioni e alla diciottesima complessiva; l'impresa spicca soprattutto perché l'anno primo la squadra aveva chiuso all'ultimo posto con il Whitewash.
Completamente opposto il percorso della Scozia, campione uscente con il Grande Slam, e finita al fondo della classifica 1985 con zero punti.
Il valore delle marcature, come stabilito dall’IRFB nel 1977, era: 4 punti per ciascuna meta (6 se trasformata), 3 punti per la realizzazione di ciascun calcio piazzato, idem per il drop.

## Nazionali partecipanti e sedi
| Squadra     | Città     | Impianto interno   |
| ----------- | --------- | ------------------ |
| Francia     | Parigi    | Parco dei Principi |
| Galles      | Cardiff   | National Stadium   |
| Inghilterra | Londra    | Twickenham         |
| Irlanda     | Dublino   | Lansdowne Road     |
| Scozia      | Edimburgo | Murrayfield        |

## Risultati
| Arbitro: | David Burnett |

|            |      |                 |
| Andrew (2) | c.p. |                 |
| Andrew     | drop | Lescarboura (3) |

| Arbitro: | Steve Strydon |

|           |      |              |
|           | mt   | Ringland (2) |
|           | tr   | Kiernan (2)  |
| Dods (4)  | c.p. | Kiernan      |
| Robertson | drop | Kiernan      |

| Arbitro: | Laurie Prideaux |

|             |      |      |
| Blanco (2)  | mt   |      |
| Lescarboura | c.p. | Dods |

| Arbitro: | Kerry Fitzgerald |

|             |      |                  |
|             | mt   | Codorniou Estève |
|             | tr   | Lescarboura (2)  |
| Kiernan (5) | c.p. | Lescarboura      |

| Arbitro: | René Hourquet |

|                |      |               |
| Paxton (2)     | mt   | Pickering (2) |
| Dods (2)       | tr   | Wyatt         |
| Dods           | c.p. | Wyatt (4)     |
| Rutherford (2) | drop | W.G. Davies   |

| Arbitro: | Kerry Fitzgerald |

|             |      |                  |
| P. Lewis    | mt   | Crossan Ringland |
| Wyatt       | tr   | Kiernan (2)      |
| Kiernan (3) | c.p. |                  |
| W.G. Davies | drop |                  |

| Arbitro: | Clive Norling |

|            |      |           |
| S. Smith   | mt   | Robertson |
| Andrew (2) | c.p. | Dods      |

| Arbitro: | Jim Fleming |

|             |      |            |
| Mullin      | mt   | Underwood  |
| Kiernan (2) | c.p. | Andrew (2) |
| Kiernan     | drop |            |

| Arbitro: | Steve Strydom |

|                 |      |          |
| Estève Gallion  | mt   |          |
| Lescarboura (2) | c.p. | Thorburn |

| Arbitro: | Francis Palmade |

|                   |      |            |
| J. Davies Roberts | mt   | S. Smith   |
| Thorburn (2)      | tr   | Andrew     |
| Thorburn (3)      | c.p. | Andrew (2) |
| J. Davies         | drop | Andrew     |

## Classifica
| Pos | Squadra     | G | V | N | P | PF | PS | DP  | Pt |
| --- | ----------- | - | - | - | - | -- | -- | --- | -- |
| 1   | Irlanda     | 4 | 3 | 1 | 0 | 67 | 49 | +18 | 7  |
| 2   | Francia     | 4 | 2 | 2 | 0 | 49 | 30 | +19 | 6  |
| 3   | Galles      | 4 | 2 | 0 | 2 | 61 | 71 | −10 | 4  |
| 4   | Inghilterra | 4 | 1 | 1 | 2 | 44 | 53 | −9  | 3  |
| 5   | Scozia      | 4 | 0 | 0 | 4 | 46 | 64 | −18 | 0  |